# (33171) 1998 EF14
1998 EF14 (asteroide 33171) é um asteroide da cintura principal. Possui uma excentricidade de 0.10255950 e uma inclinação de 3.05851º.
Este asteroide foi descoberto no dia 1 de março de 1998 por Eric Walter Elst em La Silla.